# Sei Periok
Sei Periok is een bestuurslaag in het regentschap Serdang Bedagai van de provincie Noord-Sumatra, Indonesië. Sei Periok telt 1996 inwoners (volkstelling 2010).